# Algernon Percy, I conde de Beverley
Algernon Percy, I conde de Beverley (21 de enero de 1750-21 de octubre de 1830), conocido como Lord Algernon Percy entre 1766 y 1786 y como Lord Lovaine entre 1786 y 1790, fue un político inglés, miembro de la Cámara de los Comunes desde 1774 hasta 1786, cuando pasó a la Cámara de los Lores tras heredar la condición de par.

## Primeros años
Nació como Algernon Smithson, segundo hijo de Sir Hugh Smithson y Lady Elizabeth Seymour,  única hija de Algernon Seymour, VII duque de Somerset, su padre se convirtió en conde de Northumberland y tomó el apellido Percy. Era hermano de Hugh Percy, II duque de Northumberland, y medio hermano de James Smithson. Fue educado en Eton.

## Vida pública
En 1774, Percy fue elegido miembro del parlamento por Northumberland; en 1780 fue elegido miembro al mismo tiempo por Bere Alston, pero escogió Northumberland. En 1785, dejó la Cámara de los Comunes tras heredar la baronía de Lovaine (título creado para su padre, con la patente especial de que pasase a Algernon en vez de Hugh); cinco años más tarde fue nombrado conde de Beverley.

## Familia
En 1775, Lord Beverley se casó con Isabella Burrell, segundo hija de Peter Burrell y hermana de Peter Burrell, I Barón Gwydyr y Frances Percy, duquesa de Northumberland. Sus hijos fueron:
- Lady Charlotte Percy (1776-1862), casada con III conde de Ashburnham, con descendencia.
- Lady Elizabeth Percy, (1777-1779), enterrada en la Abadía de Westminster.[2]
- George Percy, V duque de Northumberland (1778-1867)
- Hon. Algernon Percy (1779-1833), diplomático.
- Un niño muerto al nacer(1781)
- Lady Susanna (1782-0000)
- Hon. Hugh Percy (1784-1856), obispo de  Rochester y Carlisle.
- Hon. Josceline Percy (1784-1856), comandante naval.
- Hon. Henry Percy (1785-1825), oficial del ejército. Su hijo fue nombrado baronet en 1892.
- Lady Emily Charlotte Percy (1786-1877), casada con Andrew Mortimer Drummond.
- Hon. William Henry Percy (1788-1855), político y comandante naval.
- Hon. Francis John Percy (1790-1812), oficial de la armada.
- Lord Charles Greatheed Bertie Percy (1794-1870), obtuvo, con su hermana Emily, el rango de hijo menor de un duque en 1865.
- Lady Louisa Margaret Percy, (1796-1796), enterrada en la Abadía de Westminster.[2]

Lord Beverley murió octogenario en octubre de 1830, y fue sucedido por su hijo George, que más tarde heredó el ducado de Northumberland, tras la muerte del IV duque en 1865.